# Хорошая борьба
«Хоро́шая борьба́» (англ. The Good Fight) — американский телесериал в жанре юридической драмы, созданный Робертом Кингом, Мишель Кинг и Филом Олденом Робинсоном. Слоган сериала: «Get nasty». Он является спин-оффом телесериала «Хорошая жена». Премьера шоу состоялась 19 февраля 2017 года на телеканале CBS; все остальные девять эпизодов первого сезона вышли на платформе CBS All Access.
15 марта 2017 года CBS All Access продлил сериал на второй сезон, премьера которого состоялась 4 марта 2018 года. 2 мая 2018 года сериал был продлён на третий сезон. 23 апреля 2019 года сериал был продлён на 4 сезон. 14 мая 2020 года сериал был продлён на пятый сезон.
Премьера пятого сезона сериала состоялась 24 июня 2021 года.

## В ролях

### В главных ролях
| Актер            | Персонаж        | Сезоны | Сезоны | Сезоны | Сезоны | Сезоны | Сезоны |
| Актер            | Персонаж        | 1      | 2      | 3      | 4      | 5      | 6      |
| ---------------- | --------------- | ------ | ------ | ------ | ------ | ------ | ------ |
| Кристин Барански | Диана Локхарт   | +      | +      | +      | +      | +      | +      |
| Роуз Лесли       | Майя Ринделл    | +      | +      | +      |        |        |        |
| Эрика Тэйзел     | Барбара Колстад | +      | *      |        |        |        |        |
| Каш Джамбо       | Лукка Куинн     | +      | +      | +      | +      | *      |        |
| Делрой Линдо     | Эдриан Боузман  | +      | +      | +      | +      | *      |        |
| Сара Стил        | Марисса Голд    | +      | +      | +      | +      | +      | +      |
| Джастин Барта    | Колин Морелло   | +      | +      |        |        |        |        |
| Ньямби Ньямби    | Джей Диперсиа   | *      | +      | +      | +      | +      | +      |
| Майкл Ботмэн     | Джулиус Кейн    | *      | +      | +      | +      | +      | +      |
| Одра Макдональд  | Лиз Лоренс      |        | +      | +      | +      | +      | +      |
| Гэри Коул        | Курт Маквей     | +      | +      | +      | +      | +      | +      |
| Майкл Шин        | Роланд Блам     |        |        | +      |        |        |        |
| Зак Гренье       | Дэвид Ли        | *      |        |        | +      | +      | *      |
| Джон Ларрокетт   | Гэвин Ферт      |        |        |        | +      |        |        |
| Мэнди Патинкин   | Хэл Уакнер      |        |        |        |        | +      |        |

### В эпизодических / гостевых ролях
- Андреа Мартин — Франческа Лователли
- Фишер Стивенс — Гэбриел Ковач
- Пол Гилфойл — отец Майи
- Бернадетт Питерс — Ленор Ринделл, мать Майи
- Алан Алда — Соломон Вальтцер
- Кэрри Престон —Элсбет Тассиони
- Джерри Адлер — Ховард Лайман
- Стивен Лэнг —Дэвид Корд
- Хью Дэнси — Калеб Дэнси
- Майкл Джей Фокс — Луис Кэннинг

## Производство

### Разработка
В феврале 2016 года Мишель и Роберт Кинг сказали, что есть шанс на запуск спин-оффа «Хорошей жены». В мае 2016 года CBS завершил переговоры о разработке спин-оффа с Кристин Барански в главной роли Дианы Локхарт, однако показ сериала был передан CBS All Access. 18 мая 2016 года было официально объявлено о начале работы над сериалом в котором кроме Барански к своей роли вернётся и Каш Джамбо. в сентябре 2016 года стало известно, что сезон будет состоять из десяти эпизодов, а действие будет происходить год спустя после финальных событий «Хорошей жены». Изначально премьера сериала планировалась на май 2017 года, однако из-за задержки премьеры «Звёздного пути: Открытие», премьера была перенесена на февраль того же года. После нескольких месяцев спекуляций, 31 октября 2016 года CBS объявил название сериала — «Хорошая борьба». 7 декабря 2016 года стала известна дата премьеры — 19 февраля 2017 года, а первый трейлер вышел 18 декабря.

### Кастинг

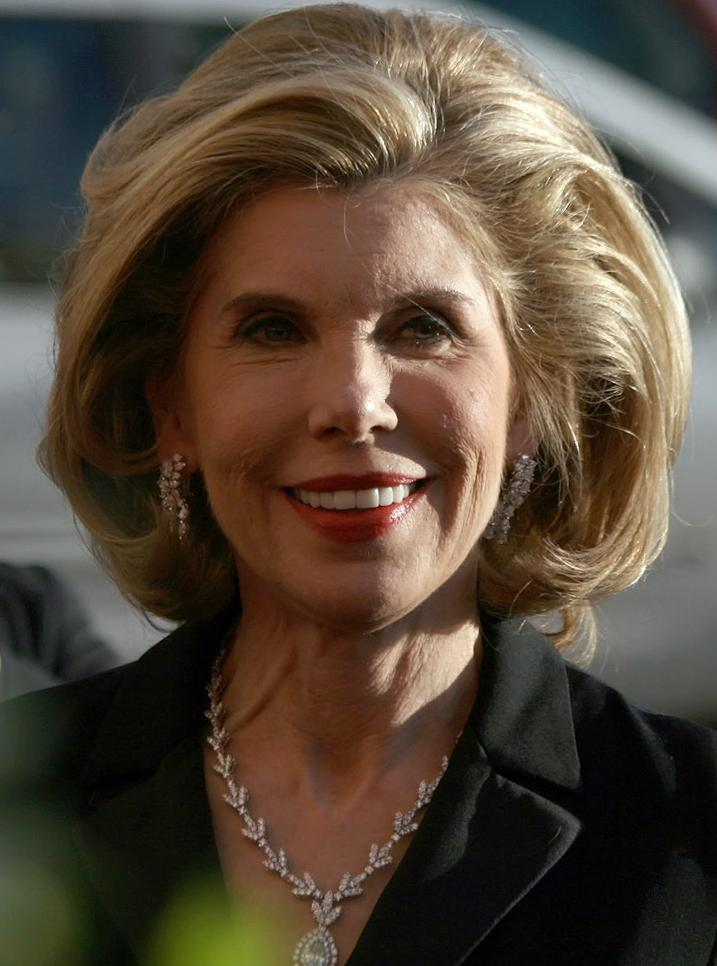
Кристин Барански исполняет роль Дианы Локхарт.

В мае 2016 года CBS завершил переговоры с Кристин Барански и Каш Джамбо по поводу повторения их ролей в спин-оффе. 17 сентября 2016 года стало известно, что Сара Стил вновь сыграет Мариссу Голд, дочь Илая. 12 октября 2016 года было объявлено, что звезда «Игры престолов» Роуз Лесли исполнит роль Майи Ринделл, крёстной дочери Дианы, которая после прохождения коллегии адвокатов, приходит в фирму Дианы.
Через день The Hollywood Reporter объявил, что Делрой Линдо получил роль адвоката Эдриана Боузмана, который стал уводить союзников и клиентов Дианы. 27 октября 2016 года Deadline написал, что Пол Гилфойл и Бернадетт Питерс получили второстепенные роли родителей Майи. 31 октября 2016 года стало известно, что Эрика Тэйзел исполнит одну из ведущих ролей в сериале.
7 ноября 2016 года стало известно, что Гэри Коул вновь сыграет роль мужа Дианы, Курта Маквея. 7 ноября 2016 года было подтверждено, что Зак Гренье, Джерри Эдлер и Кэрри Престон появятся в гостевых ролях, вернувшись к своим образам Дэвида Ли, Говарда Лаймана и Элсбет Тассиони соответственно. 18 ноября 2016 года Джастин Барта присоединился к актёрскому составу сериала в роли Колина Морелло.

## Отзывы критиков
«Хорошая борьба» получила признание критиков. На Rotten Tomatoes сериал держит 100 % «свежести», что основано на 34-х рецензиях критиков со средним баллом 8/10. Критический консенсус сайта гласит: «Хорошая борьба» обеспечила благоприятный дебют для CBS All Access: шоу уверенно следует за своим предшественником, не забывая про новый расширенный стиль повествования, позволяющий рассказать новые истории о человеческой борьбе". На Metacritic сериал получил 80 баллов из ста, что основано на 25-ти «в целом положительных» отзывах критиков.

## Список эпизодов телесериала «Хорошая борьба»
| Сезон | Эпизоды | Оригинальная дата премьеры | Оригинальная дата премьеры | Рейтинги в США      | Рейтинги в США |
| Сезон | Эпизоды | Премьера сезона            | Финал сезона               | Зрители в США (млн) | Рейтинг        |
| ----- | ------- | -------------------------- | -------------------------- | ------------------- | -------------- |
| 1     | 10      | 19 февраля 2017            | 16 апреля 2017             |                     | 8,16           |
| 2     | 13      | 4 марта 2018               | 27 мая 2018                |                     | 8,19           |
| 3     | 10      | 14 марта 2019              | 16 мая 2019                |                     | 7,40           |
| 4     | 7       | 9 апреля 2020              | 28 мая 2020                |                     | 8,23           |
| 5     | 10      | 24 июня 2021               | 26 августа 2021            |                     | 8,16           |
| 6     | 10      | 8 сентября 2022            | 10 ноября 2022             |                     |                |